# Adi-Buda
No budismo vajrayana, o ādibuddha (Tibetano: དང་ པོའ ི་ སངས་ རྒྱས ་. Dang-po'i sangs-rgyas), é o "Primeiro Buda" ou "Buda Primordial". O termo ressurge na literatura tântrica, mais proeminentemente no Kalachakra. De acordo com a primeira interpretação, ādi significa "primeiro" tal que o ādibuddha foi o primeiro a atingir a "budeidade". De acordo com a segunda interpretação, ādi também pode significar "primordial", não se referindo a uma pessoa, mas a uma sabedoria inata que está presente em todos os seres sencientes. No budismo tibetano, o termo ādibuddha é usado frequentemente para descrever Samantabhadra, Vajradhara ou Kalachakra. Na Ásia Oriental, o ādibuddha é tipicamente considerado como Vairocana.
O Guhyasamāja Tantra diz de Vajradhāra: "Então Vajradhara, o Mestre, a quem todos os Budas se curvam, o melhor dos três diamantes, o melhor do maior bem, e supremo senhor dos três diamantes[.]"
Alex Wayman observa que o Pradipoddyotana, um comentário tântrico, afirma que os "três diamantes" são os três mistérios de Corpo, Fala e Mente. Wayman ainda escreve: "O Mchan-'grel de Tsong-kha-pa explica que o "senhor do corpo": exibe simultaneamente inúmeras materializações do corpo; "senhor da fala": ensina o Dharma simultaneamente a seres sencientes sem limites, cada um na sua própria língua; "senhor da mente": entende todo o conhecimento que parece impossível.

De acordo com o 14º Dalai Lama, o ādibuddha também é visto no budismo maaiana como representação do universo, suas leis e sua verdadeira natureza, como uma fonte de iluminação e manifestações cármicas e uma representação do Trikaya. Nos tantras, o conceito de Buda Primordial é associado a compaixão e sabedoria supremas, conferindo-lhe uma dimensão cósmica na filosofia budista subsequente que fundamenta o "Buda" como o Absoluto, como afirma Dolpöpa (1292-1361):
"Portanto, a Realidade Última de todos os sūtras e tantras profundos que cuidadosamente apresentam Tathatā e daí por diante ... É absoluto, nunca relativo. ... É primordial, nunca incidental. É Buddha, nunca um ser senciente."
Segundo Léon Feer: "Para remediar a desvantagem da multidão de Budas, imaginou-se um Buda primordial (que é o que significa o sânscrito Adi-Buda), do qual todos os outros são apenas uma emanação ou uma manifestação. Este Adibuddha, os tibetanos o honram sob o nome de Vadjradhara (em sânscrito, porta-cetro), que é como o mestre supremo de todas as coisas, especialmente o chefe dos bons gênios: também se lhe dá o nome de Vajrasattva, o qual é feito uma personalidade distinta em outros lugares. A concepção do Adi-Buda é uma tentativa monoteísta específica do budismo tibetano ou nepalês."